# Mocoa (stad)
Mocoa is een stad en gemeente in Colombia en is de hoofdplaats van het departement Putumayo. In 2005 telde Mocoa 25.751 inwoners.
De stad werd eerst gesticht op 29 september 1563 en later opnieuw onder de naam Mocoa op 17 juli 1886.
De belangrijkste economische sector van de stad zijn de mijnbouw (goud) en het vervoer van olie die gewonnen wordt in nabijgelegen gemeenten als Orito. Op de vlaktes van de Llanos Orientales vindt landbouw plaats, met name maïs, bananen, yuca, ananas, chontaduro en suikerriet. Op kleinere schaal worden ook rijst, ñame en bonen verbouwd.
De plaats is co-zetel van het rooms-katholieke bisdom Mocoa-Sibundoy.

## Natuurramp
In de nacht van 1 april 2017 werd Mocoa opgeschrikt door een aardverschuiving als gevolg van aanhoudende regen. Rivieren overstroomden en traden buiten hun oevers. Modderbanken en lawines overspoelden het stadje met een razende snelheid. Daarbij werden mensen, auto’s, bomen en huizen meegesleurd. Meer dan tweehonderd mensen vonden de dood. President Juan Manuel Santos kondigde de noodtoestand af in het getroffen gebied en nam persoonlijk poolshoogte in Mocoa. Volgens hem is de klimaatverandering de oorzaak van de ramp, en dan met name El Niño. Daarnaast leidt slecht bodemgebruik tot erosie, waardoor extra schade wordt aangericht aan huizen, wegen en bruggen, en zijn veel woningen in de regio, waar veel armoede heerst, van slechte kwaliteit.